# ساکلوفن
ساکلوفن (به انگلیسی: Saclofen) با فرمول شیمیایی C9H12ClNO3S یک ترکیب شیمیایی با شناسه پاب‌کم ۱۲۲۱۵۰ است. که جرم مولی آن ۲۴۹٫۷۱۴ گرم بر مول می‌باشد.